# 실비아 허먼
실비아 엘린 허먼 여사 (Sylvia Eileen, Lady Hermon, 태생명은 Paisley, 1955년 8월 11일~ )는 북아일랜드의 정치인이다. 2001년부터 노스다운 지역구의 국회의원으로 있다. 처음에는 얼스터 연합당 의원으로 있었으나 현재는 무소속이다. 왕립 얼스터 경찰국의 전 경찰국장이었던 고 잭 허먼 경의 부인이기도 했다.
2010년 3월 25일 허먼 여사는 얼스터 연합당에서 탈당하고 다음 총선에 무소속으로 출마하겠다고 선언했다. 이는 얼스터 연합당이 보수당과 연합을 꾸린 데에서 촉발된 것이었다. 이후 2010년 5월 총선에서 큰 득표로 이전 선거보다 격차를 벌리며 의석 지키기에 성공했고, 2015년 5월 총선, 2017년 6월 총선에서도 다시 당선되었다.

## 생애와 배경
허먼 여사는 실비아 엘린 페이즐리 (Sylvia Eileen Paisley)라는 이름으로 북아일랜드 티론주 더거넌 골벌리에서 태어났다. 아버지는 로버트 페이즐리로 농부였고 4자매중 하나였다. 허먼이 네 살이었을 때 페이즐리 가족은 어머니가 익사 사고로 돌아가시는 비극을 겪기도 했다. 허먼은 더거넌 고등학교를 거쳐 애버리스트위스 대학교 법학과에 진학했다.
이후 데이비드 트림블과 비슷한 시기에 벨파스트 왕립 대학교 법학과에서 강의를 해왔다. 정계 입문은 1998년 얼스터 연합당에 입당하면서부터였는데, 벨파스트 조약 협상에서 얼스터 연합당이 한 역할에 감명받은 것이 그 이유였다.
2008년 11월 6일에는 남편인 잭 허먼 경이 사망하고, 얼마 지나지 않아 아버지도 돌아가시는 일을 겪었다.
허먼 여사는 알츠하이머 연구신탁의 오랜 후원자로 북아일랜드 네트워크 센터의 출범을 돕기도 했다.

## 국회의원 활동
얼스터 연합당 시절 허먼 여사는 켄 매기니스와 함께 당내 진보 및 사회민주 계열로 분류됐다. 2001년 총선에서는 노스다운 지역구에 출마하는 얼스터 연합당 후보로 내정됐고, 당시 현역이던 로버트 매카트니 의원을 7,000표차로 따돌리고 첫 당선됐다.
의원으로 당선됐던 2001년 허먼 여사는 얼스터 연합당 노스다운 지부의 부장으로 임명되어 2003년까지 재직했다. 또 같은 해 얼스터 연합당의 청소년여성문제부 대변인, 내무부 대변인, 통상산업부 대변인으로도 임명됐다. 곧이어 2002년에는 통상산업부 대변인직을 내려놓고 문화매체스포츠부를 맡게 되었다. 얼스터 연합당 밖에서는 정책 지지 운동과 연금수령권 운동에 참여하기도 했다.
허먼 여사는 2005년 총선에서 재선해, 원내에 복귀한 유일한 얼스터 연합당 의원이 되었다. 그에 따라 데이비드 트림블 전 대표를 이을 차기 대표 경선에 참가하기도 했다. 처음에는 유력 주자 중 하나로 뽑히던 허먼 여사는 돌연 기회를 사절했는데, 알츠하이머병을 앓고 있던 남편을 돌보는 일과 병행을 하기엔 힘들다고 느꼈기 때문이다. 그 대신 앨런 맥퍼랜드 후보를 지지했으나 맥퍼랜드 후보는 경선에서 떨어졌다.
2009년 허먼 여사는 얼스터 연합당이 보수당과 연대하는 것에 반대를 표명했다. 허먼 여사는 지역구 사무소에서 열린 예정에 없던 발표회를 열고, 인터뷰 도중 다음과 같이 선언했다. "현 시점에서 저는 보수당 간판을 달고선 도저히 가만 있을 수 없습니다... 만약에 당이 다른 이름으로 불리는 쪽을 택하게 된다면, 저는 몹시 유감스럽고 실망스러겠지만 계속 얼스터 연합당원으로 남을 것입니다. 이는 분명 제 권한입니다. 저는 우리 노스다운 사람들과 함께 하는 것을 사랑합니다. 그분들은 저와 함께 제일 어려운 시기들을 지나왔고, 그분들께서 저를 선택하여 봉사해주길 바라신다면 저는 그에 최선을 다할 것입니다."
2010년 2월 23일 허먼 여사는 얼스터-보수연 후보 공천에 참여하지 않을 것임을 확인했다. 이후 무소속으로 출마한 2010년 5월 6일 총선에서는 얼스터-보수연 후보보다 14,000표의 우위로 재선했다. 5년 뒤인 2015년 5월 총선에서 허먼 여사는 다시 한번 무소속으로 출마했고 재선에 성공했다.